# 林修德
林修德（1916年9月—1998年4月8日），原名邢谷桥，男，海南文昌人，中华人民共和国政治人物。

## 生平
林修德早年曾先后就读于文昌县第一高小、琼海中学、上海暨南大学附属中学、大同大学。1930年加入中国共产主义青年团。次年前往越南。1937年回到上海，1938年加入中国共产党。此后他曾先后担任过上海市学生救亡协会主席、党团书记，苏中二地委社会部长、专署公安局长，台北县委书记，两淮市委副书记、书记，苏州市委副书记等职。
中华人民共和国成立后，林修德历任中共福州市委副书记，中共厦门市委副书记、书记，中共福建省委秘书长兼统战部部长，福建省政协副主席，中共福建省委书记处候补书记兼中共福州市委第一书记等。1964年后，他又先后出任国家华侨事务委员会副主任，国务院侨办党组副书记、副主任，中央对外宣传小组成员，中国新闻社社长等职。此外，他还是中共十一大代表，第四、五届全国政协常委。
1998年在北京逝世。